# 中谷日向
中谷 日向（なかたに ひゅうが、1998年9月15日 - ）は、日本の歌手、タレント。パフォーマンスユニット「ENJIN」のメンバー。吉本興業所属。大阪府出身。
ENJINでは「HYUGA」として活動している。

## 人物・略歴
以前は大阪を拠点とした「FLASH OSAKA」や、インスタグラマーとして活動していた。
2019年9月よりオーディション番組『PRODUCE 101 JAPAN』の練習生として出演。惜しくも第2回順位発表式にて脱落したが、2020年5月にShowtitleへ所属、同年6月に『円神プロジェクト』への参加が決定する。
現在は円神での活動の他、特技のメイクや美容関係の雑誌の掲載もあり、活動内容は多岐に渡る。
2022年4月19日に、個人でYouTubeチャンネルを開設。
円神では「あざとい担当」「美容担当」とされている。メンバーカラーは紫。
特技は足の指で物を掴むことを挙げており、『円神YouTubeチャンネル』にて披露している。その他特技はダンス、メイク、行動力、地図があればどこにでも行ける

## 出演

### ドラマ
- あのコの夢を見たんです。第3話（2020年10月16日、テレビ東京）- 隼 役[6]
- 江戸モアゼル～令和で恋、いたしんす。～ 第6話（2021年2月11日、読売テレビ）[7]

### バラエティ
- 土曜はナニする！？（2021年5月1日、関西テレビ）[8]

### ミュージックビデオ
- みるきーうぇい「君をさらって夜を飛ぶ」（2020年11月4日配信開始）[9][10]

### 舞台
- 円神Debut Stage「nonagon(ノナゴン）～始まりの音～」（2020年12月、東京・大阪）- デリー 役[11]
- 円神プロデュース公演Vol.1 幕末バトルサークル（2021年5月、東京・大阪）- 平賀源内 役[12]
- 円神Second Stage「nonagon〜2つの歌〜」(2022年12月1日-4日、CBGKシブゲキ!!) - ヒョウ 役、ヤヌシュ・ルビンスタイン総督 役[13]

#### 降板
- 魔術士オーフェン はぐれ旅 -The Stage- Ver.2（2021年7月23日 - 8月1日、シアター1010）- 体調不良のため降板[14][15][16]

### その他
- PRODUCE 101 JAPAN（2019年）- 最終順位57位
- 連載『PIVIm COOKing』（2024年、PIVIm）

## ディスコグラフィ

### 参加楽曲

#### PRODUCE 101 JAPAN
- 「ツカメ〜It's Coming〜」- 番組テーマ曲。（2019年9月3日『ツカメ〜It's Coming〜』に収録）